# Panasonic
Панасоник је велика јапанска мултинационална компанија (:) са седиштем у Кадоми, близу Осаке у Јапану, основана 1918. године. Панасоник нуди широк спектар производа и услуга, укључујући клима уређаје, фрижидере, веш машине, компресоре, осветљење, телевизоре, личне рачунаре, мобилне телефоне, аудио опрему (слушалице, звучници и др.), камере, радиодифузну опрему, пројекторе, аутомобилску електронику, авионе за забаву током лета, полуводиче, литијумске батерије, електричне компоненте, оптичке уређаје, бицикле, електронске материјале и фотонапонске модуле.